# Julia (matka Antoniusza)
Julia, Iulia (ur. 104 p.n.e., zm. po 39 p.n.e.) – przedstawicielka rzymskiego rodu Juliuszów, daleka krewna dyktatora Cezara. Córka Lucjusza Juliusz Cezara konsula w 90 p.n.e. i Fulwii, córki Marka Fulwiusza Flakkusa, konsula w 125 p.n.e.
Źródła przedstawiają ją jako dostojną niewiastę mogącą równać się z najszlachetniejszymi i najcnotliwszymi kobietami swoich czasów. Brat Julii, Lucjusz został konsulem w 64 p.n.e. Wyszła za mąż za Marka Antoniusz Kretyka, z którym miała trzech synów: Marka Antoniusza, późniejszego triumwira, Gajusza, Lucjusza oraz córkę Antonię (była żoną Publiusza Watyniusza, konsula w 47 p.n.e.). Po śmierci męża Julia w 72 p.n.e. poślubiła Publiusza Lentulusa Korneliusza Surę, konsula w 71 p.n.e., straconego później (63 p.n.e.) przez konsula Cycerona za udział w spisku Katyliny.
W 43 p.n.e. Julia wraz z synową, Fulwią i młodocianym wnukiem Antyllusem usilnie zabiegała, zanosząc prośby do wpływowych senatorów i wznosząc błagania przybrana w czarne szaty u drzwi posiedzeń senatu, o to by senat nie uznał Marka Antoniusza za wroga państwa. Związki krwi wpłynęły też na stanowisko jakie zajął Lucjusz Juliusz Cezar wobec swojego siostrzeńca.
Gdy po ustanowieniu II triumwiratu, sporządzono listy proskrypcyjne, Antoniusz umieścił na nich swojego wuja, brata Julii, Lucjusza. Julia dała mu schronienie w swoim domu i publicznie oznajmiła Antoniuszowi, że dalej będzie brata chronić, nawet kosztem swojego życia. Antoniusz  poczuł się zmuszony ustąpić matce i nakazał przeprowadzić uchwałę ułaskawiającą Lucjusza. Julia wraz z siostrą Oktawiana, Oktawią Młodszą życzliwie odniosła się do próśb o wstawiennictwo tych rzymskich kobiet, na które zarządzeniem triumwirów nałożono konfiskatę majątków.
W 41 p.n.e. młodszy syn Julii, Lucjusz Antoniusz poniósł klęskę w wojnie peruzyńskiej z Oktawianem. Julia zmuszona była uciec na Sycylię i znalazła schronienie u Sekstusa Pompejusza. W następnym roku Pompejusz wyprawił Julię dając jej znamienity orszak, do Marka Antoniusza, do Grecji i proponując zawarcie przymierza skierowanego przeciwko Oktawianowi. Oktawian nawiązał korespondencję z Julią, zapewniając ją o szacunku jaki żywi dla niej, jako swojej krewnej, i Julia wystąpiła jako pośredniczka w sporze pomiędzy Oktawianem i Antoniuszem, zakończonym porozumieniem w Brundyzjum. W 39 p.n.e. pomagała w doprowadzeniu do zawarcia pokoju w Puteoli (w Misenum według innych źródeł) pomiędzy triumwirami a Sekstusem Pompejuszem.